# Chroma
Chroma – rzeka w azjatyckiej części Rosji, w Jakucji. Długość 685 km (wraz z Temteken 711 km); powierzchnia dorzecza 19 700 km².
Powstaje w górach Połousny Kriaż z połączenia rzek Temteken i Nemałak-Arangus; płynie zabagnioną doliną w kierunku północno-wschodnim przez Nizinę Jańsko-Indygirską, tworząc liczne meandry; uchodzi do Zatoki Chromskiej Morza Wschodniosyberyjskiego. W dorzeczu bardzo liczne jeziora, przeważnie niewielkie.
Zasilanie śniegowo-deszczowe; zamarza do dna od września do czerwca.